# Réhon
Réhon é uma comuna francesa na região administrativa de Grande Leste, no departamento de Meurthe-et-Moselle. Estende-se por uma área de 3,73 km². Em 2010 a comuna tinha 3 896 habitantes (densidade: 1 044,5 hab./km²).